# All Progressives Grand Alliance
Die All Progressives Grand Alliance (APGA) war eine politische Partei in Nigeria. Bei den Wahlen vom 12. April 2003 erreichte sie 1,4 % der Stimmen und erhielt 2 von 360 Sitzen im nigerianischen Repräsentantenhaus. Ihr Kandidat Chukwuemeka Odumegwu Ojukwu erhielt bei den darauffolgenden Präsidentschaftswahlen am 19. April 2003 3,3 % der Stimmen.
Im Februar 2013 schloss sich ein Teil der Partei dem neugegründeten All Progressives Congress an.

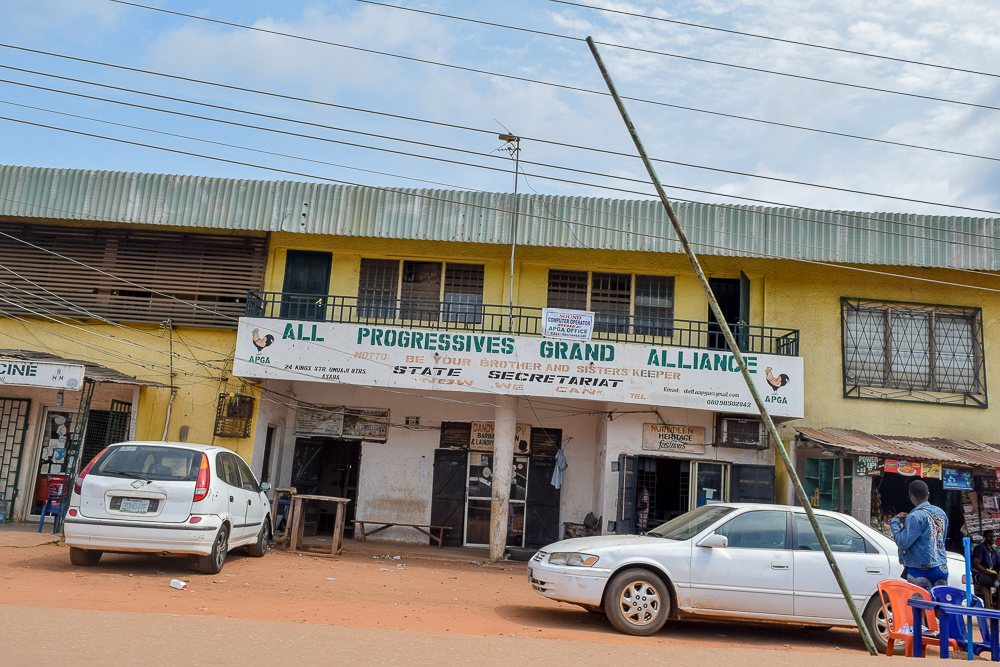